# César-díj a legjobb mellékszereplő színésznőnek
A legjobb mellékszereplő színésznőnek járó César-díjat (franciául César de la meilleure actrice dans un second rôle) a francia Filmművészeti és Filmtechnikai Akadémia 1976 óta ítéli oda. Átadása a „Césarok éjszakája” elnevezésű gálaünnepségen történik minden év február végén, március elején.
A megmérettetésben azon színésznők vehetnek részt, akik a jelölés első körében a legjobb film kategóriában jelölt filmek egyikében játszottak.
A végső szavazásra bocsátott jelöltek száma 1984 előtt változó, 4-5 fő volt, azóta öt.

## Statisztika
Többszörösen díjazottak: 
- 3 alkalommal: Dominique Blanc (1991, 1993, 1999)
- 2 alkalommal: Anne Alvaro (2001, 2011), Nathalie Baye (1981, 1982), Julie Depardieu (2004, 2008), Suzanne Flon (1984, 1990), Annie Girardot (1996, 2002), Valérie Lemercier (1994, 2007), Marie-France Pisier (1976, 1977), Karin Viard (2003, 2019).

Többszörös jelöltek:
- 7 alkalommal: Noémie Lvovsky
- 5 alkalommal: Dominique Blanc, Karin Viard
- 4 alkalommal: Stéphane Audran, Catherine Frot, Agnès Jaoui, Dominique Lavanant
- 3 alkalommal: Jeanne Balibar, Nathalie Baye, Anne Consigny, Danielle Darrieux, Anaïs Demoustier, Julie Depardieu, Valérie Lemercier, Line Renaud, Valeria Bruni Tedeschi, Marie Trintignant, Hélène Vincent
- 2 alkalommal: Fanny Ardant, Leïla Bekhti, Nelly Borgeaud, Élodie Bouchez, Myriam Boyer, Zabou Breitman, Laure Calamy, Clémentine Célarié, Judith Chemla, Mylène Demongeot, Émilie Dequenne, Adèle Exarchopoulos, Françoise Fabian, Suzanne Flon, Sara Forestier, Cécile de France, Nicole Garcia, Annie Girardot, Judith Godrèche, Adèle Haenel, Isabelle Huppert, Bernadette Lafont, Michèle Laroque, Carmen Maura, Yolande Moreau, Isabelle Nanty, Géraldine Pailhas, Ludivine Sagnier, Edith Scob, Mélanie Thierry.

## Díjazottak és jelöltek
A díjazottak vastagítással vannak kiemelve.
Az évszám a díjosztó gála évét jelzi, amikor az előző évben forgalmazásra került film elismerésben részesült.

### 1970-es évek
| Év                 | Színésznő           | Színésznő                     | Szerep                           | Magyar cím                | Eredeti cím     |
| 1976 (1. gála)     |                     |                               |                                  |                           |                 |
| ------------------ | ------------------- | ----------------------------- | -------------------------------- | ------------------------- | --------------- |
| 1976 (1. gála)     |                     | Marie-France Pisier           | Karine                           | Sógorok, sógornők         | Cousin, cousine |
| 1976 (1. gála)     | Régina              | Marie-France Pisier           |                                  | Souvenirs d'en France     |                 |
| 1976 (1. gála)     | Andréa Ferréol      | Madame Licquois               |                                  | Les galettes de Pont-Aven |                 |
| 1976 (1. gála)     | Isabelle Huppert    | fiatal Aloïse                 |                                  | Aloïse                    |                 |
| 1976 (1. gála)     | Christine Pascal    | Emilie                        | Kezdődjék hát az ünnep!          | Que la fête commence      |                 |
| 1977 (2. gála)     |                     |                               |                                  |                           |                 |
|                    | Marie-France Pisier | Nelly                         |                                  | Barocco                   |                 |
| Anny Duperey       | Charlotte           | Sokat akar a szarka...        | Un éléphant ça trompe énormément |                           |                 |
| Brigitte Fossey    | Dominique Blanchot  |                               | Le bon et les méchants           |                           |                 |
| Francine Racette   | Julienne            |                               | Lumière                          |                           |                 |
| 1978 (3. gála)     |                     |                               |                                  |                           |                 |
|                    | Marie Dubois        | Dominique Montlaur            | A bűn árnyékában                 | La menace                 |                 |
| Nelly Borgeaud     | Delphine Grezel     | A férfi, aki szerette a nőket | L'homme qui aimait les femmes    |                           |                 |
| Geneviève Fontanel | Hélène              | A férfi, aki szerette a nőket | L'homme qui aimait les femmes    |                           |                 |
| Florence Giorgetti | Marylène Torrent    | A csipkeverőnő                | La dentellière                   |                           |                 |
| Valérie Mairesse   | Esther              | Megközelítések                | Repérages                        |                           |                 |
| 1979 (4. gála)     |                     |                               |                                  |                           |                 |
|                    | Stéphane Audran     | Germaine Nozière              |                                  | Violette Nozière          |                 |
| Arlette Bonnard    | Gabrielle           | Egyszerű eset                 | Une histoire simple              |                           |                 |
| Eva Darlan         | Anna                | Egyszerű eset                 | Une histoire simple              |                           |                 |
| Nelly Borgeaud     | Hilda Courtois      | A cukor                       | Le sucre                         |                           |                 |

### 1980-as évek
| Év   | Díjazottak és jelöltek |
| ---- | --- |
| 1980 | - Nicole Garcia – A gavallér (Le cavaleur) - Dominique Lavanant – Bátorság, fussunk! (Courage fuyons) - Maria Schneider – A szökés (La dérobade) - Myriam Boyer – Bűnügyek (Série noire) |
| 1981 | - Nathalie Baye – Mentse, aki tudja (az életét) (Sauve qui peut (la vie)) - Delphine Seyrig – Chère inconnue - Andréa Ferréol – Az utolsó metró (Le dernier métro) - Claire Maurier – A rossz fiú (Un mauvais fils) |
| 1982 | - Nathalie Baye – Női ügyek (Une étrange affaire) - Stéphane Audran – Nagytakarítás (Coup de torchon) - Sabine Haudepin – Hotel Amerika (Hôtel des Amériques) - Veronique Silver – Szomszéd szeretők (La femme d'à côté) |
| 1983 | - Fanny Cottençon – Az egyiptomi utas (L'étoile du Nord) - Denise Grey – Házibuli 2. – A házibuli folytatódik (La boum 2) - Stéphane Audran – Éden boldog boldogtalannak (Paradis pour tous) - Danielle Darrieux – Une chambre en ville                                                                                            |
| 1984 | - Suzanne Flon – Gyilkos nyár (L'été meurtrier) - Victoria Abril – Holdfény a csatorna felett (La Lune dans le caniveau) - Sabine Azéma – Az élet kész regény (La vie est un roman) - Stéphane Audran – Végzetes kaland (Mortelle randonnée) - Agnès Soral – Viszlát, Pantin! (Tchao Pantin)                                       |
| 1985 | - Caroline Cellier – A medúzák éve (L'année des méduses) - Elizabeth Bourgine – A hetedik célpont (La 7ème cible) - Maruschka Detmers – A kalóznő (La pirate) - Victoria Abril – Végjáték (L’addition) - Carole Bouquet – Jobb part, bal part (Rive droite, rive gauche)                                                           |
| 1986 | - Bernadette Lafont – A csitri (L'effrontée) - Catherine Frot – Escalier C - Anémone – Nyakunkon a veszély (Péril en la demeure) - Macha Méril – Sem fedél, sem törvény (Sans toit ni loi) - Dominique Lavanant – Három férfi, egy mózeskosár (Trois hommes et un couffin)                                                         |
| 1987 | - Emmanuelle Béart – ...és a Pokol (Manon des sources) - Clémentine Célarié – Betty Blue (37°2 le matin) - Marie Dubois – Pokolraszállás (Descente aux enfers) - Danielle Darrieux – Ahol a bűn lakozik (Le lieu du crime) - Jeanne Moreau – Fajankó (Le paltoquet)                                                                |
| 1988 | - Dominique Lavanant – Zavarodott felügyelő (Agent trouble) - Anna Karina – Cayenne Palace - Marie Laforêt – Fucking Fernand - Sylvie Joly – Papu, a csodás (Le miraculé) - Bernadette Lafont – Maszkok (Masques) |
| 1989 | - Hélène Vincent – Az élet egy hosszú, nyugodt folyó (La vie est un long fleuve tranquille) - Maria Casarès – Ártatlan gyönyör (La lectrice) - Dominique Lavanant – Néhány nap velem (Quelques jours avec moi) - Françoise Fabian – Hármat 26-ra (Trois places pour le 26) - Marie Trintignant – Női ügyek (Une affaire de femmes) |

### 1990-es évek
| Év   | Díjazottak és jelöltek |
| ---- | --- |
| 1990 | - Suzanne Flon – A kígyólány (La vouivre) - Sabine Haudepin – Force majeure - Micheline Presle – Hazafelé (I Want to Go Home) - Ludmila Mikaël – Noce blanche - Clémentine Célarié – Indiai nocturne (Nocturne indien)                                                                                |
| 1991 | - Dominique Blanc – Milou májusban (Milou en mai) - Odette Laure – Apus emlékei (Daddy nostalgie) - Thérèse Liotard – Apám dicsősége (La gloire de mon père) - Thérèse Liotard – Anyám kastélya (Le château de ma mère) - Catherine Jacob – Danielle tanti (Tatie Danielle) - Daniele Lebrun – Uranus |
| 1992 | - Anne Brochet – Mindenáldott reggel (Tous les matins du monde) - Hélène Vincent – J'embrasse pas - Jane Birkin – A szép bajkeverő (La belle noiseuse) - Catherine Jacob – Kösz, megvagyok (Merci la vie) - Valérie Lemercier – Marhakonzerv-akció (L'opération Corned-Beef)                          |
| 1993 | - Dominique Blanc – Indokína (Indochine) - Michèle Laroque – Hétköznapi csetepaté (La crise) - Maria Pacôme – Hétköznapi csetepaté (La crise) - Zabou Breitman – Hétköznapi csetepaté (La crise) - Brigitte Catillon – Dermedt szív (Un cœur en hiver)                                                |
| 1994 | - Valérie Lemercier – Jöttünk, láttunk, visszamennénk (Les visiteurs) - Judith Henry – Germinal - Marie Trintignant – Les marmottes - Marthe Villalonga – Legkedvesebb évszakom (Ma saison préférée) - Myriam Boyer – Ipi-apacs egy, kettő, három... (Un, deux, trois, soleil)                        |
| 1995 | - Virna Lisi – Margó királyné (La Reine Margot) - Line Renaud – J'ai pas sommeil - Dominique Blanc – Margó királyné (La Reine Margot) - Michèle Moretti – Vad nád (Les roseaux sauvages) - Catherine Jacob – Kilenc hónap (Neuf mois)                                                                 |
| 1996 | - Annie Girardot – A nyomorultak (Les misérables) - Jacqueline Bisset – A szertartás (La cérémonie) - Clotilde Courau – Élisa - Carmen Maura – A boldogság a réten van (Le bonheur est dans le pré) - Claire Nadeau – Nelly és Arnaud úr (Nelly et Mr. Arnaud)                                        |
| 1997 | - Catherine Frot – Családi ünnep (Un air de famille) - Valeria Bruni Tedeschi – Az én pasim (Mon homme) - Michèle Laroque – Édes őrültség (Pédale douce) - Agnès Jaoui – Családi ünnep (Un air de famille) - Sandrine Kiberlain – Csinálj magadból hőst (Un héros très discret)                       |
| 1998 | - Agnès Jaoui – Megint a régi nóta (On connaît la chanson) - Marie Trintignant – A rokon (Le cousin) - Karin Viard – Turisták (Les randonneurs) - Pascale Roberts – Marius és Jeannette (Marius et Jeannette) - Mathilde Seigner – Vegytisztítás (Nettoyage à sec)                                    |
| 1999 | - Dominique Blanc – Aki szeret engem, vonatra ül (Ceux qui maiment prendront le train) - Anémone – Lautrec - Arielle Dombasle – Az unalom (L'ennui) - Catherine Frot – Dilisek vacsorája (Le dîner de cons) - Emmanuelle Seigner – A Vendôme tér asszonya (Place Vendôme)                             |

### 2000-es évek
| Év   | Díjazottak és jelöltek |
| ---- | --- |
| 2000 | - Charlotte Gainsbourg – Karácsonyi kavarodás (La bûche) - Catherine Mouchet – Az én szép kis vállalkozásom (Ma petite entreprise) - Bulle Ogier – Vénusz Szépségszalon (Vénus beauté (Institut)) - Line Renaud – Az anyósom (Belle-maman) - Mathilde Seigner – Vénusz Szépségszalon (Vénus beauté (Institut))      |
| 2001 | - Anne Alvaro – Ízlés dolga (Le goût des autres) - Jeanne Balibar – Holnap egy új nap (Ça ira mieux demain) - Mathilde Seigner – Harry csak jót akar (Harry, un ami qui vous veut du bien) - Agnès Jaoui – Ízlés dolga (Le goût des autres) - Florence Thomassin – Ízlések és pofonok (Une affaire de goût)         |
| 2002 | - Annie Girardot – A zongoratanárnő (La pianiste) - Nicole Garcia – Betty Fisher és a többiek (Betty Fisher et autres histoires) - Noémie Lvovsky – Színésznő a feleségem (Ma femme est une actrice) - Isabelle Nanty – Amélie csodálatos élete (Le fabuleux destin d'Amélie Poulain) - Line Renaud – Káosz (Chaos) |
| 2003 | - Karin Viard – Szerelmi bonyodalmak (Embrassez qui vous voudrez) - Dominique Blanc – Csak egy csokor virág! C'est le bouquet ! - Danielle Darrieux – 8 nő (8 femmes) - Emmanuelle Devos – Ki voltál te? (L'adversaire) - Judith Godrèche – Lakótársat keresünk (L'auberge espagnole)                               |
| 2004 | - Julie Depardieu – A kis Lili (La petite Lili) - Judith Godrèche – France Boutique - Isabelle Nanty – Nem kell a csók (Pas sur la bouche) - Géraldine Pailhas – Az élet ára (Le coût de la vie) - Ludivine Sagnier – Swimming Pool                                                                                 |
| 2005 | - Marion Cotillard – Hosszú jegyesség (Un long dimanche de fiançailles) - Ariane Ascaride – Összefonódva (Brodeuses) - Mylène Demongeot – 36 – Harminchat (36 quai des Orfèvres) - Julie Depardieu – Pódium (Podium) - Emilie Dequenne – L'équipier                                                                 |
| 2006 | - Cécile de France – Még mindig lakótársat keresünk (Les poupées russes)) - Catherine Deneuve – Királyi kalamajka (Palais Royal !) - Noémie Lvovsky – Backstage - Charlotte Rampling – Lemming - Kelly Reilly – Még mindig lakótársat keresünk (Les poupées russes)                                                 |
| 2007 | - Valérie Lemercier – Művészlelkek (Fauteuils d'orchestre) - Christine Citti – Amikor énekes voltam (Quand j'étais chanteur) - Dani – Művészlelkek (Fauteuils d'orchestre) - Mylène Demongeot – Könnyű élet (La Californie) - Bernadette Lafont – Igen, akarom? (Prête-moi ta main)                                 |
| 2008 | - Julie Depardieu – Un secret - Noémie Lvovsky – Színésznők (Actrices) - Bulle Ogier – Faut que ça danse ! - Ludivine Sagnier – Un secret - Sylvie Testud – Piaf (La Môme) |
| 2009 | - Elsa Zylberstein – Oly sokáig szerettelek (Il y a longtemps que je t'aime) - Jeanne Balibar – Sagan - Anne Consigny – Karácsonyi történet (Un conte de Noël) - Edith Scob – Nyári időszámítás (L'heure d'été) - Karin Viard – Párizs (Paris)                                                                      |

### 2010-es évek
| Év   | Díjazottak és jelöltek |
| ---- | --- |
| 2010 | - Emmanuelle Devos – A l'origine - Aure Atika – Mese a szerelemről (Mademoiselle Chambon) - Anne Consigny – Emberrablás (Rapt) - Audrey Dana – Isten hozott! (Welcome) - Noémie Lvovsky – Helyes kölykök (Les beaux gosses)                                                              |
| 2011 | - Anne Alvaro – A jégkockák zörgése (Le bruit des glaçons) - Valérie Bonneton – Apró, kis hazugságok (Les petits mouchoirs) - Laetitia Casta – Gainsbourg (hősi élet) (Gainsbourg (vie héroïque)) - Julie Ferrier – Szívrablók (L'arnacoeur) - Karin Viard – Született feleség (Potiche) |
| 2012 | - Carmen Maura – Szerelem a hatodikon (Les femmes du 6e étage) - Zabou Breitman – Államérdekből (L'exercice de l'État) - Anne Le Ny – Életrevalók (Intouchables) - Noémie Lvovsky – Bordélyház (L'Apollonide : Souvenirs de la maison close) - Karole Rocher – Polisse                   |
| 2013 | - Valérie Benguigui – Hogyan nevezzelek? (Le prénom) - Judith Chemla – Camille (Camille redouble) - Isabelle Huppert – Szerelem (Amour) - Yolande Moreau – Camille (Camille redouble) - Édith Scob – Holy Motors                                                                         |
| 2014 | - Adèle Haenel – Suzanne - Marisa Borini – Un château en Italie - Françoise Fabian – Én, én és az anyám (Les garçons et Guillaume, à table !) - Julie Gayet – A francia miniszter (Quai d'Orsay) - Géraldine Pailhas – Fiatal és gyönyörű (Jeune et jolie)                               |
| 2015 | - Kristen Stewart – Sils Maria felhői (Clouds of Sils Maria) - Marianne Denicourt – Hippokratész (Hippocrate) - Claude Gensac – Lulu szabadon (Lulu femme nue) - Izïa Higelin – Samba - Charlotte Le Bon – Yves Saint Laurent                                                            |
| 2016 | - Sidse Babett Knudsen – L’hermine - Sara Forestier – Fel a fejjel (La tête haute) - Agnès Jaoui – Comme un avion - Noémie Lvovsky – Francia nyár (La belle saison) - Karin Viard – 21 éjszaka Pattie-val (Vingt et une nuits avec Pattie)                                               |
| 2017 | - Déborah Lukumuena – Divines - Nathalie Baye – Ez csak a világ vége (Juste la fin du monde) - Valeria Bruni Tedeschi – A sors kegyeltjei... meg a többiek (Ma loute) - Anne Consigny – Áldozat? (Elle) - Mélanie Thierry – La danseuse                                                  |
| 2018 | - Sara Giraudeau – Petit paysan - Laure Calamy – Ava - Anaïs Demoustier – La villa - Adèle Haenel – 120 dobbanás percenként (120 battements par minute) - Mélanie Thierry – Viszontlátásra odafönt (Au revoir là-haut)                                                                   |
| 2019 | - Karin Viard – Cirógatós (Les chatouilles) - Isabelle Adjani – Tiéd a világ (Le monde est à toi) - Leïla Bekhti – Szabadúszók (Le grand bain) - Virginie Efira – Szabadúszók (Le grand bain) - Audrey Tautou – Csak a baj van veled! (En liberté !)                                     |

### 2020-as évek
| Év   | Díjazottak és jelöltek |
| ---- | --- |
| 2020 | - Fanny Ardant – Boldog idők (La Belle Époque) - Josiane Balasko – Isten kegyelméből (Grâce à Dieu) - Laure Calamy – Bestiáda (Seules les bêtes) - Sara Forestier – Kisváros, éjjel (Roubaix, une lumière) - Hélène Vincent – Különleges életek (Hors normes) |
| 2021 | - Émilie Dequenne – Szerelmeink (Les Choses qu'on dit, les choses qu'on fait) - Fanny Ardant – ADN - Valeria Bruni Tedeschi – ’85 nyara (Été 85) - Noémie Lvovsky – Hogyan legyél jó feleség? (La Bonne épouse) - Yolande Moreau – Hogyan legyél jó feleség? (La Bonne épouse)                                                                                          |
| 2022 | - Aissatou Diallo Sagna – Intenzív találkozások (La fracture) - Jeanne Balibar – Elveszett illúziók (Illusions perdues) - Cécile de France – Elveszett illúziók (Illusions perdues) - Adèle Exarchopoulos – Rágószerv (Mandibules) - Danielle Fichaud – Aline – A szerelem hangja (Aline)                                                                               |
| 2023 | - Noémie Merlant – Családban marad (L’innocent) - Judith Chemla – A hatodik gyermek (Le Sixième Enfant) - Anaïs Demoustier – Novembre - Anouk Grinberg – Családban marad (L’innocent) - Lyna Khoudri – Novembre |
| 2024 | - Adèle Exarchopoulos – Az arcuk mindig előttem lesz (Je verrai toujours vos visages) - Leïla Bekhti – Az arcuk mindig előttem lesz (Je verrai toujours vos visages) - Galatéa Bellugi – Chien de la casse - Élodie Bouchez – Az arcuk mindig előttem lesz (Je verrai toujours vos visages) - Miou-Miou – Az arcuk mindig előttem lesz (Je verrai toujours vos visages) |
| 2025 | - Nina Meurisse – L’Histoire de Souleymane - Élodie Bouchez – Dübörgő szívek (L'Amour ouf) - Anaïs Demoustier – Monte Cristo grófja (Le compte de Monte Cristo) - Catherine Frot – Misericordia (Miséricorde) - Sarah Suco – Váratlan dallamok (En fanfare) |